# Cansó d'Antioca
No confondre-la amb la Chanson d'Antioche, francesa
La Cansó d'Antioca és una cançó de gesta occitana, de la qual es conserva només un fragment d'uns 700 versos en un manuscrit de la Biblioteca de la Real Academia de la Historia de Madrid. La cançó té com a argument el Setge d'Antioquia, que va tenir lloc durant la Primera Croada entre 1097 i 1098.

## El manuscrit
El manuscrit arribà a l'Academia de la Historia el 1868, llegat per Jaime Villanueva. Actualment és el ms. 117 d'aquesta biblioteca. És un manuscrit en pergamí, de 16 folis d'uns 94x140mm; ha estat relligat amb altres folis en paper que no tenen relació amb la Cansó. Està escrit per diverses mans amb lletra del segle xiii. El manuscrit no és en absolut luxós; té llacunes i errors, alguns dels quals també semblen derivar-se del fet que el manuscrit del qual s'estava copiant seria molt precari. Es pot considerar un manuscrit de joglar.
En una anotació en un document annex que conté una transcripció de l'època de Villanueva s'hi llegeix que aquest còdex era "de la Iglesia de Roda". Es tractaria possiblement de la catedral de Roda d'Isàvena, que Villanueva visità i on podria haver obtingut el manuscrit.

## El text
El text conservat és visiblement fragmentari, ja que ni tan sols s'explica el final de la batalla d'Antioquia. Alguns aspectes del contingut de la cançó es poden reconstruir, ja que es recullen, traduïts al castellà i en prosa, a la Gran conquista de Ultramar. De totes maneres, el text castellà beu de diverses fonts i no és fàcil destriar-les.
El fragment conservat del text es presenta en 19 laisses monorimes de llargada variable (d'11 a 107 versos alexandrins), que acaben amb un vers més curt (de 6 síl·labes, en rima femenina).

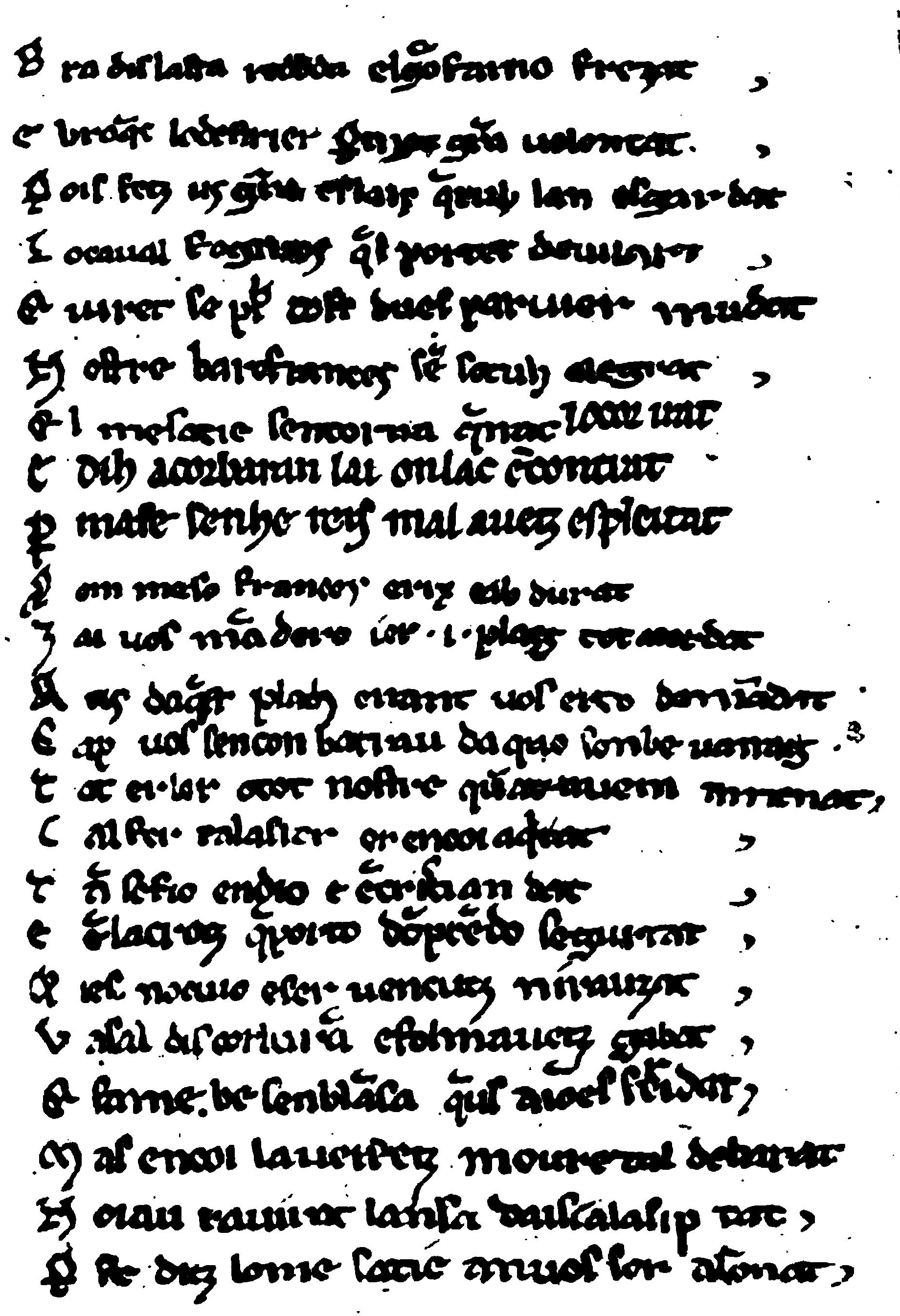
Foli 6 v., reproduït per Meyer

El text conté dues al·lusions (una molt breu) a la llegenda de Rotllà (vv. 577-588 i 707-708), que possiblement es poden associar a una tradició occitana de la llegenda, en alguns punts divergent de la francesa.

## Autoria
Es té coneixement indirecte, però que sembla fiable, que el cavaller Gregori Bechada havia escrit una cançó de gesta en occità sobre la Croada en el primer quart del segle xii. Tanmateix, el text que conservem en el manuscrit de l'Academia de la Historia no correspondria a aquesta primera versió sinó a una de posterior.

## Edicions
Fou editada per primer cop per Paul Meyer el 1884, a partir d'una còpia que li'n proporcionà Gottfried Baist; posteriorment, se n'han publicat algunes edicions parcials. L'edició completa més moderna és de Sweetenham i Paterson.

### Edicions
- Paul Meyer, "Fragment d'une "Chanson d'Antioche" en provençal" en: Archives de l'Orient latin 2, II (1884), p. 467-509 En línia a Archive.org [amb traducció al francès]
- The 'Canso d'Antioca': An Epic Chronicle of the First Crusade, ed. and trans. Carol Sweetenham and Linda M. Paterson. Aldershot (Hampshire) / Burlington: Ashgate Publishing, 2003. Resum ISBN 0-7546-0410-1 [Amb traducció a l'anglès]